# Mogoro
Mogoro är en ort och kommun i provinsen Oristano i regionen Sardinien i Italien. Kommunen hade 4 118 invånare (2017).